# L'eclisse
L'eclisse is een film uit 1962 van de Italiaanse regisseur Michelangelo Antonioni. De film L'eclisse is het derde deel van Antonioni's losse trilogie over vervreemding, waartoe ook L'avventura (1960) en La notte (1961) behoren.

## Verhaal
De literaire vertaalster Vittoria breekt op 10 juli 1961 's morgens haar affaire af met de auteur Riccardo. Zij begint daarna een zomerromance met de energieke beursmakelaar Piero. Zij slagen er niet in een vaste relatie op te bouwen. Kort voor zonsondergang op 10 september 1961 daagt geen van beiden op voor hun afspraak op de hoek van de Viale del Ciclismo met de Viale della Tecnica bij de bouwwerf van een nieuw flatgebouw in de Esposizione Universale Roma.

## Rolverdeling
| Acteur            | Personage           |
| ----------------- | ------------------- |
| Alain Delon       | Piero               |
| Monica Vitti      | Vittoria            |
| Francisco Rabal   | Riccardo            |
| Louis Seigner     | Ercoli              |
| Lilla Brignone    | Moeder van Vittoria |
| Rossana Rory      | Anita               |
| Mirella Ricciardi | Marta               |